# Perdita crotonis
Perdita crotonis är en biart som beskrevs av Cockerell 1896. Perdita crotonis ingår i släktet Perdita och familjen grävbin. Inga underarter finns listade i Catalogue of Life.